# Páni kluci
Páni kluci je dětský film natočený režisérkou Věrou Plívovou-Šimkovou v roce 1975 volně na motivy knihy Marka Twaina Dobrodružství Toma Sawyera. Příběh se odehrává v roce 1901 v malém českém městě (natočeno v Litoměřicích). Hlavními hrdiny je parta kluků, provádějící drobné lumpárničky.

## Základní údaje
- Námět: Mark Twain
- Scénář: Vít Olmer (uveden za účelem ochrany skutečného scenáristy Jana Procházky v době zákazu)
- Hudba: Petr Hapka
- Kamera: Emil Sirotek
- Režie: Věra Plívová-Šimková
- Hrají: Michael Dymek, Petr Voříšek, Petr Starý, Jitka Chalupníková, Magda Reifová, Iva Janžurová, Zdena Hadrbolcová, David Vlček, Bohumil Luxík
- Další údaje: barevný, 90 min, dětský
- Výroba: ČSSR, Filmové studio Barrandov, 1975
- Natočeno: Levín u Litoměřic, Rýzmburk[1]

## Zajímavosti
- Od své premiéry v březnu 1976 až do 31.12.1987 vidělo film v českých kinech v rámci 4 598 představení celkem 377 185 diváků.[2]